# Zandra Rhodes
Dame Zandra Lindsey Rhodes, RDI de DBE (nascuda el 19 setembre 1940), és una dissenyadora de moda anglesa.
Va néixer a Chatham (al nord de Kent), i es va introduir al món de moda gràcies a la seva mare, qui era modista a una casa de moda de París i mestre a la Medway Universitat d'Art, ara University for the Creative Arts. Rhodes va estudiar primer a Medway i després a la Universitat Reial d'Art de Londres. La seva àrea important d'estudi va ser la impressió en disseny tèxtil.
Va ser nomenada Comandant de l'Ordre de l'Imperi britànic (CBE) al 1997 i Dama Comandant de l'Ordre de l'Imperi britànic (DBE) en el 2014 amb Honors d'Aniversari pels seus serveis a la moda britànica i tèxtil, havent-hi estat investida al Palau de Buckingham per la Princesa Anna.